# Бурунов, Базарбай
Базарбай Бурунов (13 января 1917 — 20 августа 1974) — советский хозяйственный, государственный и политический деятель, Герой Социалистического Труда.

## Биография
Родился в 1917 году в кишлаке Андиган Гиссарского бекства. Член КПСС.
С 1930 года — на хозяйственной, общественной и политической работе. В 1930—1974 гг. — дехканин, колхозник, колхозный бухгалтер, секретарь партийной организации колхоза «Кызыл юл» Орджоникидзеабадского района, участник Великой Отечественной войны, секретарь Орджоникидзеабадского райкома Компартии (б) Таджикистана, слушатель Республиканской партийной школы в Душанбе, председатель хлопководческого колхоза имени Маленкова Орджоникидзеабадского района Таджикской ССР, заведующий конефермой колхоза «Коммунизм».
Указом Президиума Верховного Совета СССР от 17 января 1957 года присвоено звание Героя Социалистического Труда с вручением ордена Ленина и золотой медали «Серп и Молот».
Умер в 1974 году.